# Vicia johannis
Vicia johannis är en ärtväxtart som beskrevs av Sophia G. Tamamschjan. Vicia johannis ingår i släktet vickrar, och familjen ärtväxter.

## Underarter
Arten delas in i följande underarter:
- V. j. ecirrhosa
- V. j. johannis
- V. j. procumbens